# Шлат-Хаслен
Шлат-Хаслен (нем. Schlatt-Haslen) — коммуна в Швейцарии, в кантоне Аппенцелль-Иннерроден. 
Имеет статус самостоятельного округа. Население составляет 1122 человека (на 31 декабря 2006 года). Официальный код  —  3104.